# Phaeoura cristifera
Phaeoura cristifera là một loài bướm đêm trong họ Geometridae.